# Панас Володимир Атанасович
Панас Володимир Атанасович (псевдоніми "Влодко", "Срібний") ЛО селі Карів (Рава-Руська); 1920; ОУН, стрілець ОУН-УПА, керівник Північного окружного Проводу ОУН. 
Весною 1952 разом із "Тихолісом" і "Дужим" (районний провідник СБ (ЛО Жовква)) проводив слідство над майором НКВС Москаленко Марія, в підпіллі працювала під псевдо "Маруся", уродженка с.Козаче (СО), котра була викрита надрайонним референтом СБ Іван Назаркевич "Тихоліс", вона приїхала в Галичину учителювати в 1940 і згодом влилася в збройне підпілля, її справа містила 4 томи цінних матеріалів про особисту діяльність та усю структуру НКВД кількох районів, матеріали справи були передані в СБ і в Провід на перевірку та розробку високих чільників НКВД; 
1944 року одружився з Марією Макогон, членкині Юнацтва ОУН, яка була згодом заслана до ГУЛАГу за статті кримінального кодексу УРСР «зрада батьківщини» та «участь у контрреволюційній організації». 
Загинув у бою з НКВС 21.03.1953; ЛО у Радванецькому лісі (Радехів).